# Jim Capaldi
Jim Capaldi (2 de agosto de 1944 – 28 de enero de 2005) fue un músico y compositor inglés con una extensa carrera de más de cuarenta años. Fue uno de los fundadores de la banda de rock Traffic en 1967 con Steve Winwood, con quien compuso la mayor parte del material de la banda. Fue presentado en el Salón de la Fama del Rock and Roll como parte de la alineación original de Traffic.
Capaldi también tocó con Jimi Hendrix, Eric Clapton, George Harrison, Alvin Lee, Cat Stevens y Mylon LeFevre, además de componer material para otros artistas, como "Love Will Keep Us Alive" y "This is Reggae Music". Como solista grabó más de media docena de sencillos, siendo los más reconocidos "That's Love" y su versión de "Love Hurts".

## Discografía

### Estudio
- Oh How We Danced (1972)
- Whale Meat Again (1974)
- Short Cut Draw Blood (1975)
- Daughter of the Night (1978)
- The Contender (1978)
- Electric Nights (1979)
- The Sweet Smell of ... Success (1980)
- Let The Thunder Cry (1981)
- Fierce Heart (1983)
- One Man Mission (1984)
- Some Come Running (1988)
- Prince of Darkness (1995)
- Live: The 40,000 Headmen Tour (1999)
- Living On The Outside (2001)
- Poor Boy Blue (2004)
- Dear Mr Fantasy: The Jim Capaldi Story (2011)